# 샬레르
샬레르(영어: Chaleur) 또는 몬트리올-가스페선(영어: Montreal–Gaspé train)는 캐나다 퀘벡주 몬트리올 중앙역에서 캐나다 퀘벡주 가스페 가스페 역까지 운행되는 장거리 열차이다. 2013년에 재정 문제로 운행이 중단되었다.

## 사진

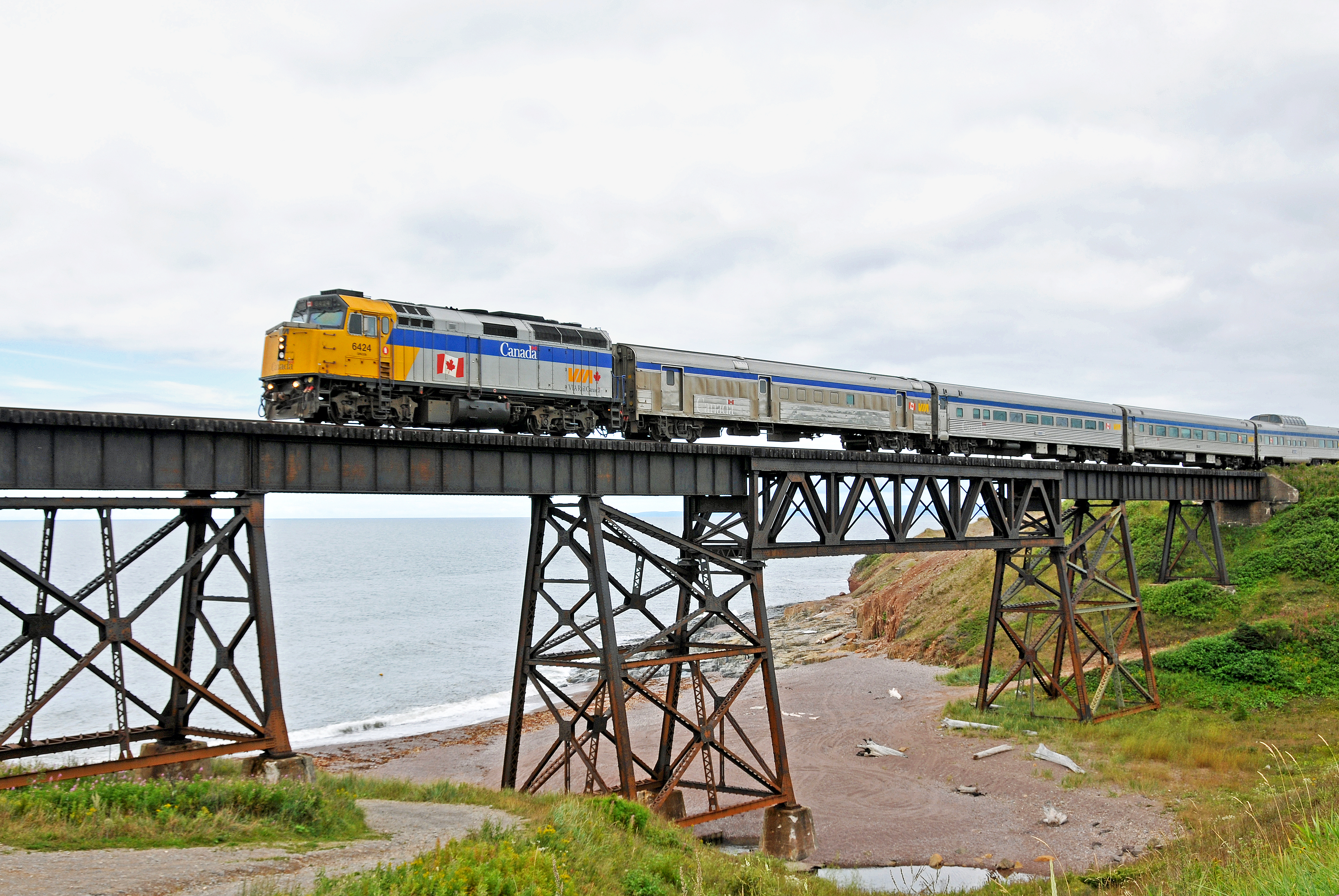
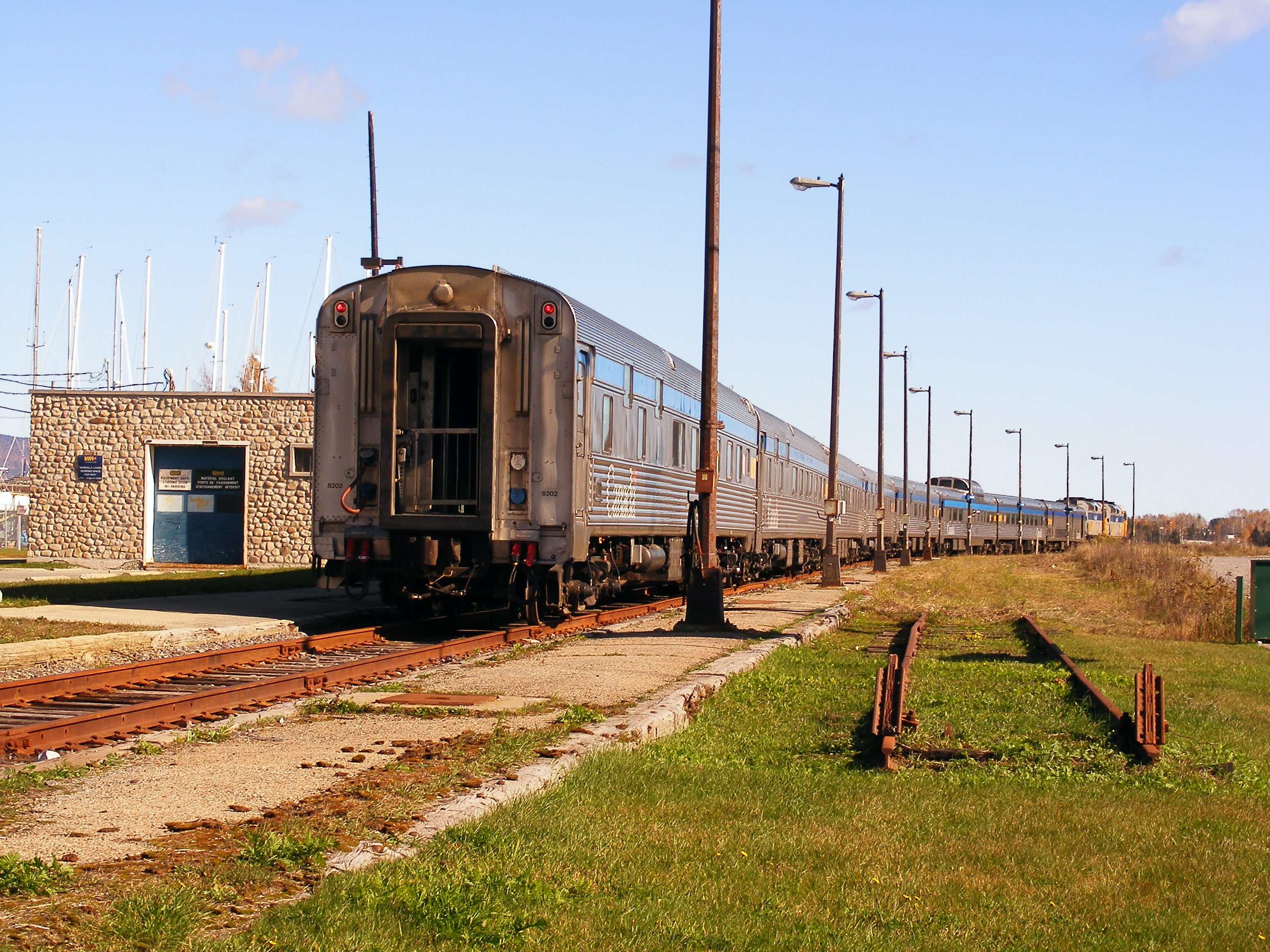